# 8934 Нісімурадзюн
8934 Нісімурадзюн (8934 Nishimurajun) — астероїд головного поясу, відкритий 10 січня 1997 року.
Тіссеранів параметр щодо Юпітера — 3,164.
Названо на честь Нісімура Дзюн (яп. にしむら・じゅん(西村純) нісімура дзюн)